# Elke Hecht
Elke Hecht (* 22. Oktober 1967) ist eine ehemalige deutsche Fußballspielerin.

## Karriere
Als die Frauenfußballmannschaft des FC Bayern München in der Saison 1991/92 ihre zweite Saison in der ein Jahr zuvor neu gegründeten und zweigleisigen Bundesliga anging, gehörte Elke Hecht zum Kader der Mannschaft. In der Gruppe Süd bestritt sie fünf Punktspiele und debütierte in der höchsten Spielklasse am 29. März 1992 (15. Spieltag) im torlosen Heimspiel gegen den TuS Ahrbach.